# Histogram
Histogram je statistický pojem a je to grafické znázornění distribuce dat pomocí sloupcového grafu se sloupci stejné šířky, vyjadřující šířku intervalů (tříd), přičemž výška sloupců vyjadřuje četnost sledované veličiny v daném intervalu. Je důležité zvolit správnou šířku intervalu, neboť nesprávná šířka intervalu může snížit informační hodnotu diagramu.

Příklad symetrického a asymetrického histogramu
Histogram s normální distribucí
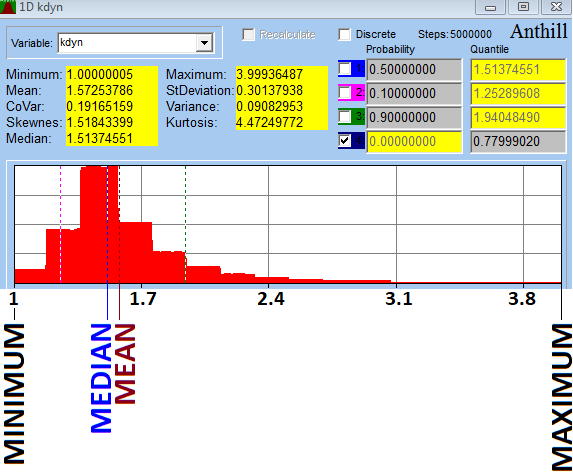
Histogram vygenerovaný náhodným generátorem (Anthill software) s vyznačeným minimem, mediánem, aritmetickým průměrem (mean) a maximem veličiny

Histogram je jedním ze sedmi základních nástrojů zlepšování kvality.

## Fotografie
V digitální fotografii je histogram grafické znázornění distribuce jasu ve snímku. Jednotlivé sloupce grafu znázorňují podíl jednotlivých úrovní jasu od černé (vlevo) po bílou (vpravo) zastoupených ve snímku. Histogram umožňuje objektivně zhodnotit jasové kvality snímku jako je vhodná expozice, expoziční rozsah, kontrast nebo přítomnost přepalů a podpalů (přeexponované a podexponované části snímků, které jsou zaznamenány jako bílá a černá místa).
Kromě jasového diagramu jsou i histogramy pro jednotlivé barevné kanály RGB.

Expoziční řada s histogramem
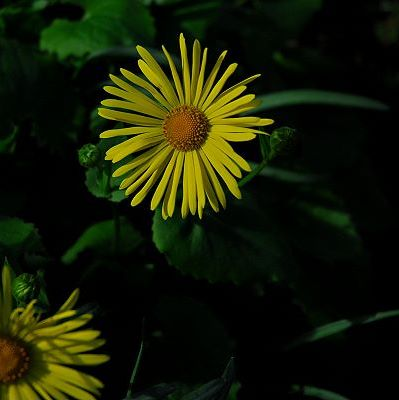
Podexponování
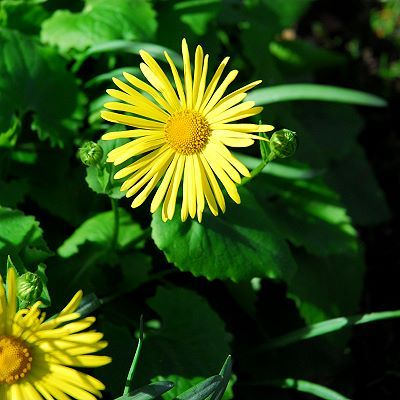
Dobrá expozice
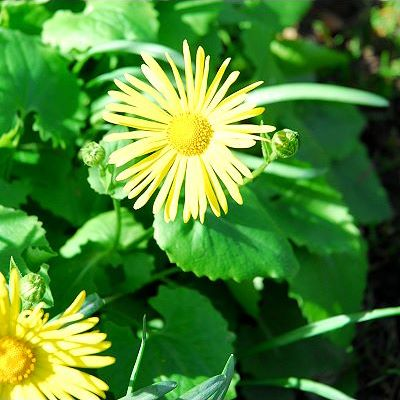
Přeexponování
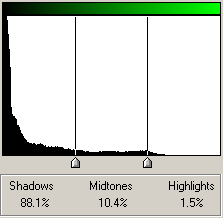
Histogram při podexponování (graf je extrémní vlevo ve stínech)
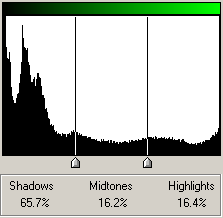
Poukazuje překročení dynamického rozsahu fotoaparátu
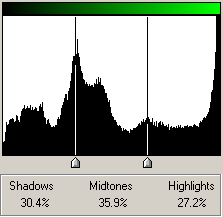
Histogram přeexponovaného snímku (graf je extrémní vpravo ve světlech)